# John Anderson (Gouverneur)

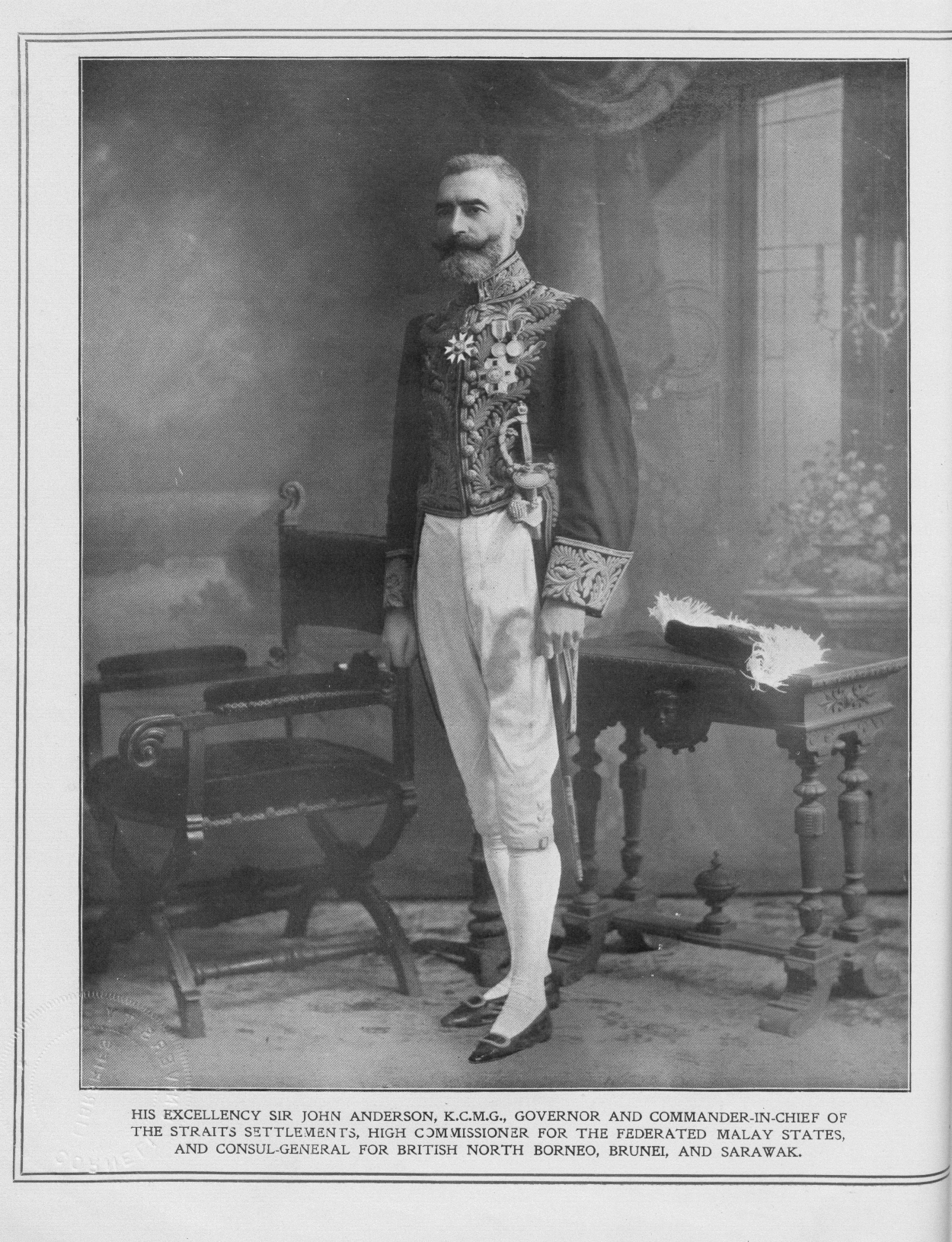
Sir John Anderson

Sir John Anderson, GCMG, KCB (* 23. Januar 1858 Gartly, Aberdeenshire, Schottland; † 24. März 1918 in Nuwara Eliy, Ceylon) war ein britischer Kolonialbeamter, der unter anderem von 1904 bis 1911 Gouverneur der Straits Settlements sowie zwischen 1916 und seinem Tode 1918 Gouverneur von Ceylon war.

## Leben
John Anderson, einziger Sohn des Superintendenten der Gordon Mission John Anderson, absolvierte nach dem Schulbesuch ein Studium an der University of Aberdeen und schloss dieses 1877 mit einem Master of Arts (M.A.) ab. Im Anschluss trat er als Büroangestellter in das Kolonialministerium (Colonial Office) ein und begann neben seiner beruflichen Tätigkeit 1887 mit einem Bacon-Stipendium eine juristische Ausbildung bei der Anwaltskammer von Gray’s Inn, das er 1888 an der Anwaltskammer (Inns of Court) fortsetzte. Als Kolonialbeamter war er in der Folgezeit unter anderem 1891 in Gibraltar sowie 1893 als britischer Vertreter bei den Beringmeer-Schiedsverfahren zwischen dem Vereinigten Königreich und den USA. Er war zwischen 1897 und 1904 im Kolonialministerium Leiter der Abteilung Nordamerika und Australien (Head of North America and Australia Department, Colonial Office) und wurde für seine Verdienste 1898 Companion des Order of St. Michael and St. George (CMG). Am 22. Februar 1901 wurde er zum Knight Commander des Order of St Michael and St George (KCMG) geschlagen und führte fortan den Namenszusatz „Sir“.
Am 15. April 1904 löste Sir John Anderson Sir Frank Swettenham als Gouverneur der Straits Settlements ab und bekleidete diesen Posten bis zum 9. April 1911, woraufhin Sir Arthur Young am 9. April 1911 seine Nachfolge antrat. Während dieser Zeit wurde ihm am 25. Juni 1909 Knight Grand Cross des Order of St. Michael and St. George (GCMG) verliehen. Nach seiner Rückkehr übernahm er von Sir Francis Hopwood den Posten als Ständiger Unterstaatssekretär im Kolonialministerium (Permanent Under-Secretary of State for the Colonies) und war damit der höchste Beamte des Ministeriums. Er bekleidete dieses Amt bis 1916 und wurde daraufhin von Sir George Fiddes abgelöst. 1911 verlieh ihm die University of Edinburgh einen Ehrendoktor der Rechtswissenschaften (Hon. LL.D.) und am 1. Januar 1913 wurde er zudem zum Knight Commander des Order of the Bath (KCB) geschlagen.
Zuletzt übernahm Sir John Anderson am 15. April 1916 von Sir Robert Chalmers den Posten als Oberkommandierender und Gouverneur von Ceylon. Er bekleidete dieses Amt bis zu seinem Tode am 24. März 1918, woraufhin Sir William Henry Manning am 10. September 1918 seine Nachfolge antrat.